# Phytomyza phalangites
Phytomyza phalangites är en tvåvingeart som beskrevs av Griffiths 1976. Phytomyza phalangites ingår i släktet Phytomyza och familjen minerarflugor.
Artens utbredningsområde är Alberta. Inga underarter finns listade i Catalogue of Life.